# 城堡区圣伯多禄圣殿

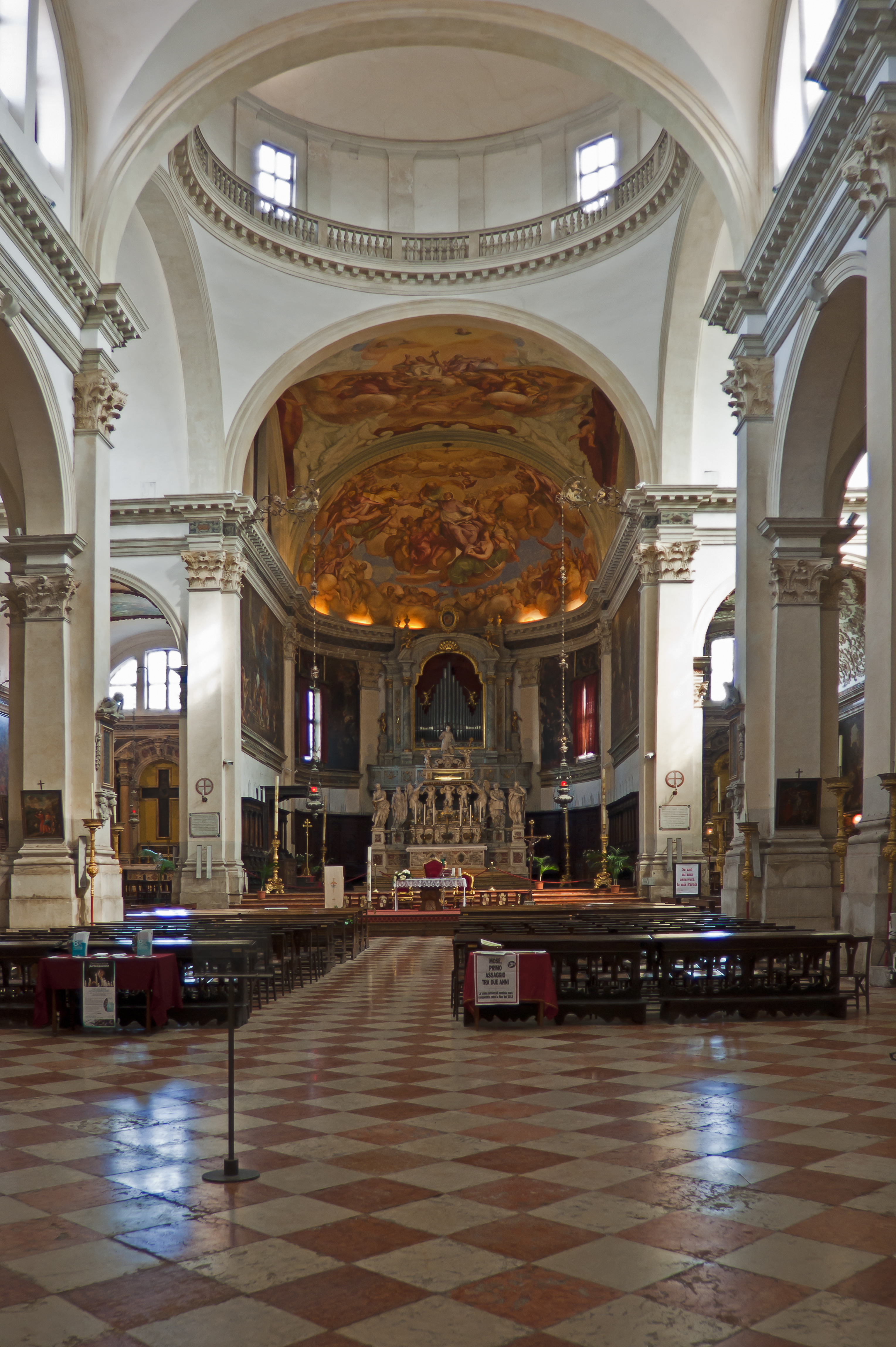
内部

城堡区圣伯多禄圣殿（義大利語：Basilica di San Pietro di Castello）是一座天主教會宗座圣殿，位于意大利威尼斯的城堡区，城市东侧的同名小岛（San Pietro di Castello）上。该堂最迟始建于7世纪，目前的建筑建于16世纪。从1451年到1807年，此堂曾是天主教威尼斯宗主教區的主教座堂。
自聖馬爾谷聖殿宗主教座堂成为威尼斯的主教座堂後，圣伯多禄圣殿陷于失修状态。在第一次世界大战期间，该堂曾遭轰炸，通过保护组织的努力，才得以恢复到以前的状态。该建筑现为世界遗产。